# Vingeløst elektromagnetisk luftfartøj
Et vingeløst elektromagnetisk luftfartøj (forkortet WEAV fra Wingless Electromagnetic Air Vehicle) er et tungere end luft flyvesystem under udvikling for NASA ved University of Florida. WEAV er blevet patenteret.
Luftfartøjet anvender elektroder på sin underside for at kunne ionisere en del af den passerende luftstrøm og den anvender det til at drive det resulterende plasma bagud ved at anvende elektromagneter. Højtrykzonen som skabes på undersiden af luftfartøjskroppen anvendes herved til fremdrift og stabilitet.